# 작년 겨울
《작년 겨울》(독일어: Im Winter ein Jahr)은 2008년 공개된 독일의 영화이다.

## 출연

### 주연
- 카롤리네 헤어퍼스
- 조세프 바이어비클러

### 조연
- 코리나 하르포히
- 한스 지쉴러
- 시릴 소스트롬
- 미젤 매티세빅
- 프란츠 딘다
- 카린 보이드
- 제이콥 맛쉔즈
- 잉카 프리드리흐
- 한자 치피온카
- 파울라 칼렌버그

## 기타
- 원작자: Scott Campbell
- Line PD: 올리버 놈센
- 미술: 수잔 빌링
- 배역: 안 도르테 브라커